# Neuausrichtung der Bundeswehr
Die so genannte Neuausrichtung der Bundeswehr ab 2010 ist die umfassendste Reform der Bundeswehr seit ihrem Bestehen. Sie umfasst nahezu alle Bereiche der Bundeswehr.

## Eckpunkte
Die Eckpunkte der Reform sind:
- Die Aussetzung der Pflicht zur Ableistung des Grundwehrdienstes und die Einführung des freiwilligen Wehrdienstes
- Die Neudefinition der Aufgaben und Fähigkeiten der Bundeswehr mit den Verteidigungspolitischen Richtlinien 2011
- Die Reduzierung des Streitkräfteumfangs auf ca. 185.000 Soldaten sowie des zivilen Bereichs auf ca. 55.000 Beschäftigte
- Die Neustrukturierung des Bundesministeriums der Verteidigung mit einer personellen Vergrößerung des Dienstsitzes in Berlin
- Die umfassende Reorganisation der Teilstreitkräfte Heer, Luftwaffe und Marine sowie der militärischen Organisationsbereiche Streitkräftebasis und Zentraler Sanitätsdienst. Die Grobstruktur wurde am 20. September 2011 erlassen. Es folgte das Stationierungskonzept 2011 am 26. Oktober 2011. Mit der Fertigstellung der Feinausplanung wurde bis zum Ende des Jahres 2011 gerechnet.
- Die tiefgreifende Reorganisation der Bundeswehrverwaltung, und zwar Umformung der Territorialen Wehrverwaltung und des Rüstungsbereichs in die drei neuen Organisationsbereiche Personal (P), Ausrüstung, Informationstechnologie und Nutzung (AIN) und Infrastruktur, Umweltschutz und Dienstleistungen (IUD).
- Eine Überprüfung der laufenden Rüstungsprojekte
- Eine Personalstrukturreform und ein damit verbundenes Reformbegleitprogramm einschließlich einer Reform des Dienstvorschriftenwesens
- Der Neuerlass einer Reservistenkonzeption (gebilligter Entwurf vom 11. November 2011)
- Die Stärkung des Generalinspekteurs. Dieser war bislang nur oberster militärischer Berater der Bundesregierung, war aber kein truppendienstlicher Vorgesetzter der Streitkräfte. Mit der Reform werden ihm die Inspekteure der Teilstreitkräfte und Organisationsbereiche unterstellt. Gleichzeitig wurde der Generalinspekteur Mitglied der Leitung des Bundesministeriums der Verteidigung.

## Geschichte
Im Koalitionsvertrag vom 26. Oktober 2009 vereinbarten die Regierungsparteien, dass der Bundesminister der Verteidigung eine Kommission einsetzen sollte, die bis Ende 2010 einen „Vorschlag für Eckpunkte einer neuen Organisationsstruktur der Bundeswehr, inklusive der Straffung der Führungs- und Verwaltungsstrukturen“ zu erarbeiten hatte. Anfang 2010 gab Bundesverteidigungsminister Karl-Theodor zu Guttenberg eine Defizitanalyse zur Erkennung von Stärken und Schwächen der aktuellen Bundeswehrsituation in Auftrag. Am 12. April wurde die Strukturkommission unter der Leitung des Vorsitzenden des Vorstandes der Bundesagentur für Arbeit, Frank-Jürgen Weise, eingesetzt. Deren Empfehlung sollte eine umfassende Umstrukturierung der Bundeswehr vorbereiten, mit dem Ziel, die Verteidigungsressourcen Deutschlands den aktuellen und künftigen sicherheitspolitischen Herausforderungen anzupassen.
Einige Tage vor der sogenannten Sparklausur am 6. und 7. Juni 2010 hatte Guttenberg vorgeschlagen, die Wehrpflicht „auszusetzen“. Auf dieser Tagung stimmte er seine zuvor ministeriums- und bundeswehrintern diskutierten Pläne mit dem übrigen Kabinett und der Bundeskanzlerin ab. Bundeskanzlerin Merkel zeigte sich zunächst zögerlich. Während der Klausurtagung beschloss das Bundeskabinett u. a., dass das Bundesministerium der Verteidigung ebenfalls einen Beitrag zur Konsolidierung des Bundeshaushaltes und zur Einhaltung der verfassungsrechtlich vorgegebenen Schuldenbremse zu leisten habe. Der Bundesminister der Verteidigung wurde mit der Prüfung beauftragt, welche Folgen eine deutliche Reduzierung der Streitkräfte u. a. für die sicherheitspolitische Handlungsfähigkeit Deutschlands und die Wehrform und deren Ausgestaltung hätte. Am 23. August stellte Guttenberg der Regierungskoalition fünf verschiedene Modelle zur künftigen Struktur der Streitkräfte vor. In allen Modellen wurde von 150.000 bis 180.000 Zeit- und Berufssoldaten ausgegangen. In einigen Modellen wurde die Aussetzung der Wehrpflicht geplant, während andere von 25.000 Grundwehrdienstleistenden und 25.000 freiwilligen zusätzlichen Wehrdienstleistenden ausgingen. Auch Varianten mit 30.000 Grundwehrdienstleistenden oder generell freiwillig Wehrdienenden waren darunter.
Einen auf Betreiben des CSU-Vorstandes gestellten Antrag auf Aussetzung der Pflicht zur Ableistung des Grundwehrdienstes nahmen auf dem CSU-Parteitag am 29. Oktober 2010 die Delegierten mit großer Mehrheit an.
Auch der CDU-Parteitag stimmte dem am 15. November 2010 mit großer Mehrheit zu, nachdem Guttenberg in einer Rede für seine Bundeswehrreform geworben hatte. Im Grundgesetz sowie im Wehrpflichtgesetz blieb die Wehrpflicht verankert.
Von der FDP war die Aussetzung bzw. Abschaffung der Wehrpflicht seit vielen Jahren immer wieder verlangt worden. CDU und CSU schlossen sich mit ihrer Entscheidung also einer Forderung ihres Koalitionspartners an. Am 15. Dezember 2010 wurde durch das Bundeskabinett eine Aussetzung der Pflicht zur Ableistung des Grundwehrdienstes zum 1. Juli 2011 beschlossen. Diesem Beschluss zufolge sollte bereits ab dem 1. März 2011 niemand mehr gegen seinen Willen einberufen werden. Der 3. Januar 2011 war der letzte Einberufungstermin im Sinne der alten Grundwehrpflicht.
Im März 2011 wurde Thomas de Maizière zum Bundesminister der Verteidigung ernannt, nachdem Guttenberg aufgrund der Plagiatsaffäre seinen Rücktritt erklärt hatte. De Maizière setzte die Reformbemühungen seines Vorgängers fort, wobei strittig ist, inwiefern er „ein bestelltes Haus“ übernahm. Er legte Wert darauf, dass Streitkräftestruktur und -umfang nicht „aus der Luft gegriffen“ seien, sondern dass zuerst der Auftrag der Bundeswehr und darauf aufbauend die dafür benötigten Fähigkeiten klar definiert werden müssen. Daher wurden am 18. Mai 2011 die Verteidigungspolitischen Richtlinien 2011 erlassen. Am 27. Mai 2011 folgten die Eckpunkte für die Neuausrichtung der Bundeswehr. Das unter der Federführung des Bundesministeriums der Verteidigung erstellte Weißbuch 2006, welches die Grundzüge der deutschen Sicherheitspolitik ressortübergreifend beschreibt, ist weitere Grundlage der Neuausrichtung.

## Arbeitsstab Umbau der Bundeswehr
Zur Umsetzung der Empfehlungen und Vorschläge der Strukturkommission wurde am 1. November 2010 der Arbeitsstab Umbau der Bundeswehr bei Staatssekretär Walther Otremba eingerichtet. Bis Ende Januar 2011 wurde ein Konzept für die Struktur des Verteidigungsministeriums und des nachgeordneten Bereichs erarbeitet. Der Arbeitsstab Umbau der Bundeswehr hat seinen Bericht am 7. Februar 2011 veröffentlicht.

## Lenkungsausschuss für die Strukturreform und Arbeitsstab Strukturreform
Mit seiner Weisung vom 22. März 2011 hat Verteidigungsminister de Maizière die Einrichtung eines Lenkungsausschusses für die Strukturreform und eines Arbeitsstabes Strukturreform angeordnet. Die Verantwortung für die Gesamtstrategie und die Steuerung der Strukturreform sowie für die Vorbereitung der Ministerentscheidungen wurde dem Lenkungsausschuss übertragen. Ihm gehörten die Staatssekretäre Stéphane Beemelmans und Rüdiger Wolf sowie der Generalinspekteur der Bundeswehr, General Volker Wieker an.
Der Arbeitsstab Strukturreform wurde bei Staatssekretär Beemelmans eingerichtet und nahm seine Arbeit am 1. April 2011 auf. In ihm ging der Arbeitsstab „Umbau der Bundeswehr“ auf.

### Projektgruppen
Zur Neuausrichtung der Bundeswehr wurden am 10. Juni 2011 elf Einzelprojekte definiert. Am 1. Juli 2011 wurde der Arbeitsstab Strukturreform (ASR) bei Staatssekretär Stéphane Beemelmans eingerichtet. Er wurde zunächst von Vizeadmiral Manfred Nielson und später von Generalmajor Martin Richard Schelleis geleitet.
Am 20. September 2011 wurde ein Informationspaket zum Sachstand von fünf Projektgruppen veröffentlicht.

### Projekt Neuordnung Streitkräfte
Der Streitkräfteumfang wurde auf maximal 185.000 Soldaten festgesetzt. Dieses sind im Einzelnen 170.000 Soldaten auf Zeit und Berufssoldaten, 5.000 freiwillig Wehrdienstleistende (FWD fix), 7.500 weitere freiwillig Wehrdienstleistende (FWD flex) sowie 2.500 Reservisten.
Der Umfang der Teilstreitkräfte und Organisationsbereiche im Einzelnen:
- Heer: 57.570 Soldaten (inkl. 2.250 FWD fix, zzgl. max. 3.750 FWD flex)
- Luftwaffe: 22.550 Soldaten (inkl. 500 FWD fix, zzgl. max. 450 FWD flex)
- Marine: 13.050 Soldaten (inkl. 500 FWD fix, zzgl. max. 800 FWD flex)
- Streitkräftebasis: 36.750 Soldaten (inkl. 1.250 FWD fix, zzgl. max. 2.000 FWD flex)
- Sanitätsdienst: 14.620 Soldaten (inkl. 500 FWD fix, zzgl. max. 500 FWD flex)
- in Ausbildung oder in anderen Organisationsbereichen: 30.460 Soldaten

Der Umfang der zivilen Dienstposten in den Streitkräften (also nicht in der Bundeswehrverwaltung) beläuft sich auf 18.700.

### Projekt Personalmanagement, Nachwuchsgewinnung
Zur Nachwuchsgewinnung soll es künftig 16 Karriereberatungszentren geben, von denen die Hälfte über die Fähigkeit zur Eignungsfeststellung verfügen soll. Zudem sollen 110 über ganz Deutschland verteilte Karriereberatungsbüros mit je sechs Dienstposten sowie 200 mobile Büros eingerichtet werden.
Die Personalführung der Unteroffiziere (bislang Stammdienststelle der Bundeswehr) sowie der Offiziere (bis Oberst A 16) (bislang Personalamt der Bundeswehr) sowie der Bundeswehrverwaltung (weitgehend dezentral) werden im neuen Bundesamt für das Personalmanagement der Bundeswehr in Köln zusammengelegt. Das Personal in B-Besoldung wird direkt im Ministerium geführt. Die Universitäten der Bundeswehr (bislang Streitkräfteamt) werden der Abteilung Personal im BMVg unterstellt.
In Zusammenhang mit der Neustrukturierung wurde entschieden, den Bereich der Personalabrechnung für aktive Angehörige der Bundeswehr (Soldaten, Arbeitnehmer, Beamte) in den Geschäftsbereich des Bundesministerium des Innern und für ehemalige Angehörige (Versorgungsempfänger) in den Geschäftsbereich des Bundesministeriums der Finanzen auszugliedern.

### Projekt Rüstung, Nutzung, IT
Das Bundesamt für Wehrtechnik und Beschaffung sowie das IT-Amt der Bundeswehr werden zum neuen Bundesamt für Ausrüstung, Informationstechnik und Nutzung der Bundeswehr zusammengelegt. Dadurch erhofft man sich Synergieeffekte. Ihm werden die Wehrtechnischen Dienststellen unterstellt.
Darüber hinaus wird ein neuer einheitlicher Ausrüstungs-/Nutzungsprozess erarbeitet.

### Projekt Infrastruktur und Dienstleistungen
Es wird ein neuer Organisationsbereich Infrastruktur, Umweltschutz und Dienstleistungen (IUD) mit bis zu 20.580 zivilen und 830 militärischen Dienstposten geschaffen. Dieser wird vom Bundesamt für Infrastruktur, Umweltschutz und Dienstleistungen der Bundeswehr geführt. Ihm unterstellt sind unter anderem die Bundeswehr-Dienstleistungszentren, die Bundeswehrfeuerwehren auf den Fliegerhorsten, den Truppenübungsplätzen und in den Munitionsdepots und die neuen Kompetenzzentren Baumanagement (hervorgegangen aus den Infrastrukturstäben).

### Projekt Bildungs- und Qualifizierungslandschaft
Ein Bildungszentrum der Bundeswehr (BiZBw) wird aufgestellt, das die Laufbahndurchlässigkeit und die Wiedereingliederungsmöglichkeiten von Soldaten auf Zeit ins Zivilleben erleichtern soll. Ihm werden die Bundeswehrfachschulen sowie fachlich die Auslandsschulen unterstellt.

## Stationierungskonzept 2011
Am 26. Oktober 2011 gab der Bundesminister der Verteidigung das Stationierungskonzept 2011 bekannt.
Siehe: Stationierungskonzept 2011